# Lijst van tweetalige scholen in Nederland
De volgende scholen, in alfabetische volgorde van vestigingsplaats, hebben een aanbod tweetalig onderwijs.

## A
- Alkmaar: OSG Willem Blaeu
- Almelo: Pius X College
- Almere: OSG de Meergronden
- Alphen aan den Rijn: Scala College
- Amersfoort: Farel College, Vallei College, Van Lodensteincollege, Atrium, De Nieuwe Internationale School van Esprit (DENISE) (basisschool)
- Amstelveen: Hermann Wesselink College
- Amsterdam: Berlage Lyceum, Hervormd Lyceum West, ROCvA (hubertusschool), SG Reigersbos, Little Universeschool (basisschool), de Visserschool (basisschool)
- Apeldoorn: Jacobus Fruytier Scholengemeenschap, Koninklijke Scholengemeenschap (KSG)
- Arnhem: Lorentz Lyceum
- Assen: CS Vincent van Gogh

## B
- Barneveld: Van Lodensteincollege
- Bemmel: Over Betuwe College
- Bergen op Zoom: RSG 't Rijks
- Bladel: Pius X College Bladel
- Bolsward: Marne College
- Breda: De Nassau SG, Mencia de Mendozalyceum
- Breukelen: RSG Broklede

## C
- Capelle aan den IJssel: Comeniuscollege
- Culemborg: O.R.S. Lek en Linge, Koningin Wilhelmina College

## D
- Delft: Grotius College
- Den Haag: Dalton Den Haag, Hofstad Lyceum, Wateringse Veld College
- Doetinchem: Ulenhofcollege
- Dongen: Cambreur College
- Doorn: Revius Lyceum Doorn
- Doorwerth: Dorenweerd College
- Dordrecht: Stedelijk Dalton Lyceum, Titus Brandsma
- Drachten: CSG Liudger

## E
- Ede: Marnix College
- Eindhoven: Stedelijk College Eindhoven
- Emmen: Carmelcollege Emmen
- Enkhuizen: RSG Enkhuizen
- Enschede: Stedelijk Lyceum
- Epe: RSG Noord Oost Veluwe
- Ermelo: Christelijk College Groevenbeek

## G
- Goes: Het Goese Lyceum
- Gorinchem: Lyceum Oudehoven
- Gouda: St. Antoniuscollege, CSG De Goudse WaardenHet Driestar College
- Groningen: Gomarus College

## H
- Haarlem: Mendelcollege, Schoter Scholengemeenschap
- Harderwijk: RSG Slingerbos
- Haren: Maartenscollege
- Hellevoetsluis: Penta College CSG Jacob van Liesveldt, Helinium
- Helmond: Jan van Brabant College,
- Hengelo: OSG Hengelo
- Hilversum: Alberdingk Thijm College, Groot Goylant
- Hoensbroek: Sint-Janscollege[1]
- Hoofddorp: Haarlemmermeer Lyceum
- Hoogvliet: Einstein Lyceum
- Hoorn: Scholengemeenschap Tabor

## K
- Kerkrade: Charlemagne College (in combinatie met Landgraaf)
- Krimpenerwaard: Schoonhovens College

## L
- Landgraaf: Charlemagne College (voorheen: Eijkhagen) (in combinatie met Kerkrade)
- Laren: Laar & Berg
- Leerdam Heerenlanden college
- Leeuwarden: OSG Piter Jelles Montessori
- Leiden: Visser 't Hooft Lyceum
- Leiderdorp: Visser 't Hooft Lyceum

## M
- Maastricht: Bonnefanten College, Porta Mosana College
- Middelburg: Stedelijk Scholengemeenschap Nehalennia, Christelijke Scholengemeenschap Walcheren

## N
- Nieuwegein: Anna van Rijn College, Cals College
- Nijmegen: Kandinsky College

## O
- Oegstgeest: Het Rijnlands Lyceum Oegstgeest
- Oisterwijk: 2College Durendael
- Oss: Maaslandcollege
- Oud-Beijerland: CSG Willem van Oranje

## P
- Pijnacker-Nootdorp: Casaschool
- Purmerend: Da Vinci College

## R
- Ridderkerk: Farelcollege
- Rijssen: Jacobus Fruytier Scholengemeenschap
- Roermond: Bisschoppelijk College Broekhin
- Roosendaal: Jan Tinbergen College
- Rotterdam: Cosmicus College
- Rotterdam: Wartburg College locatie Guido de Brès
- Rotterdam: Wolfert van Borselen Scholengroep

## S
- Sassenheim: Rijnlands Lyceum Sassenheim
- Schijndel: Elde College
- Spijkenisse: OSG De Ring van Putten
- Stevensbeek: Metameer

## T
- Terneuzen: Zeldenrust-Steelantcollege
- Tilburg: 2College Cobbenhagenlyceum
- Tilburg: Beatrix College
- Tubbergen: SG St. Canisius
- Tiel: CJG Tiel

## U
- Uddel: Jacobus Fruytier Scholengemeenschap
- Utrecht: St. Gregorius College

## V
- Veldhoven: Sondervick College
- Venlo: College Den Hulster, Valuascollege
- Vlaardingen: Accent College, Groen van Prinstererlyceum, Het College VOS
- Voorburg: Sint-Maartenscollege

## W
- Waalwijk: Dr. Mollercollege
- Warnsveld: Isendoorn College
- Wassenaar: Rijnlands Lyceum Wassenaar
- Weert: Het College, Philips van Horne SG
- Weesp: Vechtstede College
- Westzaan: De Rank De Kroosduiker Noord en Zuid
- Wijk bij Duurstede: Revius Lyceum Wijk bij Duurstede

## Z
- Zeist: Christelijk Lyceum Zeist
- Zoetermeer: Alfrink College
- Zwijndrecht: Walburg College
- Zwolle: Carolus Clusius College, Van der Capellen Scholengemeenschap